# Verkiezingen voor het Europees Parlement 2009/Kandidatenlijst/PS
Dit is de kandidatenlijst van de Belgische PS voor de Europese verkiezingen van 2009. De verkozenen staan vetgedrukt.

## Effectieven
1. Jean-Claude Marcourt
2. Véronique De Keyser
3. Christiane Vienne
4. Patrick Moriau
5. Frédéric Daerden
6. Valérie Déom
7. Fadila Laanan
8. Philippe Courard

## Opvolgers
1. Marc Tarabella
2. Simone Susskind
3. Giovanna Corda
4. Fabienne Winckel
5. Nicolas Martin
6. Philippe Busquin